# 狄斯科蒂亚信仰

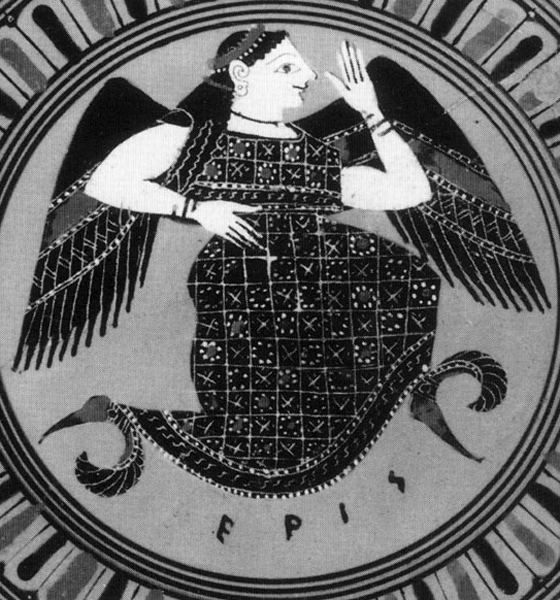
厄里斯，希腊神话中代表混乱无序的女神

狄斯科蒂亚信仰是一个崇拜女神厄里斯（Eris）的信仰。厄里斯在希腊神话中代表混乱、纷争、无序，而她在罗马神话中的名字是狄斯科蒂亚（Discordia），也是这个信仰名字的由来。
狄斯科蒂亚信仰起源于1963年出版的Principia Discordia，此书由Greg Hill和Kerry Wendell Thornley书写，相当于这个信仰的圣经。这个信仰认为，有序和无序的感受都只是人脑为了理解宇宙而产生的幻觉，它们地位等同，并没有哪方更真或者更客观。

## 哲学

### 三大核心原理
Principia Discordia里提到三个核心原理：代表有序的安里斯原理（Aneristic Principle），代表无序的厄里斯原理（Eristic Principle），以及认为两者都是幻象的观点。以下是书中的摘录：
安里斯原理关于显而易见的有序，而厄里斯原理关于显而易见的无序。有序和无序都是人类创造的概念，只是用来对单纯的混沌做出区分。混沌本身比起这种人造的区分要更深。
我们通过大脑，我们用来制造概念的器官，来观察现实。而我们对现实的观察，都依赖于我们的文化所造就的关于现实的观念。
这些关于现实的观念被错误认为是现实本身，而愚人则永远搞不明白为什么其他人，尤其是来自其他文化背景的人，以和他们不一样的方式看待现实。
实际上不同的仅仅是关于现实的观念，真正的现实比概念要更深一层。
概念像是窗格，我们只能透过这些窗格看世界。不同的哲学使用不同的格子，而文化则是一群人使用相似的格子。我们透过格子看的是混沌，而我们把自己的格子套用到混沌上，进而理解混沌。我们感觉到的秩序，就是这些格子。这就是安里斯原理。
西方哲学素来干的就是对比不同的格子，然后修改格子试图找出一个完美的格子来解释所有现实和想法，因而被（愚昧的西方人）称为是真的。但这只是一种幻觉，我们厄里斯主义者称之为安里斯幻觉。有些格子可能更有用，有些格子可能更好看，有些格子让人觉得更爽，之类之类，但没有一个格子可以比其他的更真。
无序，则只是信息在某个特定格子下没有关联。不过就像有关是一个概念，无关也只是一个概念。男性和女性是关于性别的概念。如果我们把男性定义为缺失女性的性质，或反过来，它们也不过是关于定义的，而和形而上的本质没有关联。这种人造的用来表达无关的概念就是厄里斯原理。
有人认为“有序就是对的”而无序是错的或者不好的，是处在安里斯的幻象中。而反过来对无序说同样的话，则是处于厄里斯的幻象中。
问题的关键是，真实只是关于我们当下用来理解世界的格子的定义问题，而真正的真实，也就是形而上的真实，是完全和格子无关的。随便找一个格子，有些混沌的部分会显得有序，有些则会显得无序。找另一个格子，同样的混沌会以另一种方式显得有序和无序。